# Estación de Larrondo-Loiu
Larrondo o Larrondo-Loiu es una estación de ferrocarril en superficie perteneciente a la línea 3 de Euskotren Trena (línea del Txorierri). Se ubica en el barrio homónimo del municipio vizcaíno de Lujua. Su tarifa corresponde a la zona 2 del Consorcio de Transportes de Bizkaia.
La estación cuenta con un acceso con rampas. Para cambiar de andén hay que cruzar un paso a nivel.

## Accesos
- C/ Estación, 2
- Camino Subiñas, 2

## Galería de imágenes

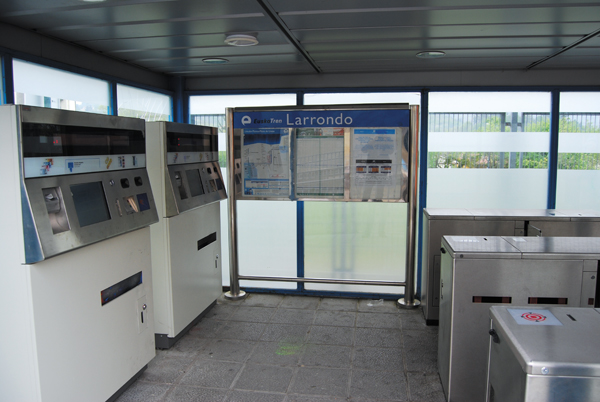
Vista del vestíbulo